# انجمن فلسفی آمریکا
انجمن فلسفی آمریکا (انگلیسی: American Philosophical Association) اصلی‌ترین انجمن تخصصی فیلسوفان در ایالات متحده است. این انجمن در سال ۱۹۰۰ تأسیس شد و مأموریت آن ترویج تبادل‌نظر بین فیلسوفان، تشویق فعالیت‌های خلاقانه و علمی در فلسفه، تسهیل کار حرفه‌ای و تدریس فیلسوفان، و معرفی فلسفه به‌عنوان یک رشته است. مدیریت انجمن با رابرت آئودی، جیگون کیم و روث بارکان مارکوس است.

## فعالیت‌ها
این انجمن دارای سه بخش است: پاسیفیک، مرکزی و شرقی. هر بخش یک کنفرانس بزرگ سالانه را سازماندهی می‌کند. بزرگ‌ترین آن‌ها جلسه بخش شرقی است که معمولاً حدود ۲۰۰۰ فیلسوف در آن شرکت می‌کنند، و در هر دسامبر، در یک شهر از ساحل شرقی برگزار می‌شود. نشست بخش شرقی همچنین بزرگ‌ترین رویداد استخدام در ایالات متحده برای مشاغل فلسفه است؛ دانشگاه‌های متعددی برای پست‌های دانشگاهی، تیم‌هایی را برای مصاحبه با نامزدها می‌فرستند. از پذیرایی عصرانه در این کنفرانس با عنوان «سیگاری‌ها» یاد می‌شود، که به یاد روزهایی که سیگار کشیدن رایج بود، نام‌گذاری شده است. این رویدادها با هدف ادامه روابط غیررسمی فیلسوفان و تماس با دوستان در سراسر کشور تشکیل می‌شود.

## رؤسا
ریاست یکی از بخش‌های انجمن فلسفی آمریکا افتخاری حرفه‌ای تلقی می‌شود.
رؤسای اخیر بخش شرق عبارتند از:
- لوئیز آنتونی
- سالی هاسلنگر
- لیندا مارتین الکوف
- پل گایر
- ادوارد اس. کیسی
- دانیل دنت
- ویرجینیا هلد
- جان کوپر
- تی.ام. اسکنلن
- استنلی کاول
- الکساندر نهاماس
- ارنست سوسا
- جری فودر
- سیلا بن حبیب
- قوام آنتونی آپیا
- کریستین کورسگارد
- رابرت نوزیک

رؤسای اخیر بخش مرکزی عبارتند:
- جنیفر لاکی
- روس شفر-لاندو
- جولیا درایور
- جنیفر ناگل
- چارلز میلز
- والری تیبریوس
- لیندا ترینکاس زاگزبسکی
- الیزابت اندرسون
- استیون نادلر
- مارگارت آترتون
- پیتر ریلتون
- کارت کلودیا
- سالی سدویک
- پیتر ون اینواگن
- جیمز پی استربا
- تد کوهن
- الئونور استامپ
- کارل امریکس
- استیون داروال
- مارسیا بارون
- آلن گیبارد
- لاورنس اسکلار
- مارتا نوسبام

رؤسای اخیر بخش پاسیفیک عبارتند از:
- ترنس پارسونز
- جان مارتین فیشر
- آلیسون ویلی
- کالوین نورمور
- جفری مورفی
- هوبرت درایفوس
- ریچارد ولهایم
- پاول چرچلند

## جوایز
انجمن فلسفی آمریکا چندین جایزه اعطا می‌کند. نمونه بارز آن جایزه کتاب انجمن فلسفی آمریکا (که قبل‌تر جایزه کتاب بنیاد ماچت شناخته می‌شد؛ یکی از قدیمی‌ترین جوایز در فلسفه) است. این جایزه هر دو سال یک‌بار به بهترین کتاب منتشرشده در این زمینه توسط یک «دانشمند جوان‌تر» (به عنوان فردی که در زمان انتشار ۴۰ سال یا کمتر داشته باشد یا کسی که مدرک دکترای او ۱۰ سال یا کمتر قبل از زمان انتشار باشد) اعطا می‌شود. جایزه کتاب برای اولین بار در سال ۲۰۰۰ اعطا شد. اکنون این جایزه در سال‌های فرد و جایزه مقاله در سال‌های زوج اعطا می‌شود. برندگان جایزه کتاب انجمن فلسفی آمریکا چهره‌هایی مانند دیوید لوئیس، لاورنس اسکلار،  بس ون فراسن، مایکل فریدمن، لوران لوماسکی، پل گایر، جان کوپر، تئودور سیدر و مایکل اسمیت بوده‌اند. یکی دیگر از برجسته‌ترین جوایز، سخنرانی رویس در فلسفه ذهن است که هر چهار سال یک‌بار به یک فیلسوف برجسته اهدا می‌شود. برندگان این جایزه نیز کسانی مانند رابرت استالناکر، جری فودر، هیلاری پاتنم، سیدنی شومیکر، سول کریپکی و الیزابت آنسکوم بوده‌اند. یکی دیگر از این جایزه‌ها جایزه راکفلر است. جایزه راکفلر (۱۰۰۰ دلار) هر دو سال یک‌بار به بهترین اثر منتشرنشده در فلسفه توسط یک فیلسوف غیرآکادمیک اعطا می‌شود. سپس اثر برنده به‌نام برنده در مجله ولیو اینکوییری (Journal of Value Inquiry) منتشر می‌شود.

## سایر جوامع فلسفی
در حالی که انجمن فلسفی آمریکا اصلی‌ترین انجمن علمی برای اساتید فلسفه در آمریکای شمالی است، بسیاری از انجمن‌های فلسفه دیگر به‌عنوان مکان‌هایی برای تعامل فیلسوفان به‌وجود آمده‌اند.
بعد از انجمن فلسفی آمریکا، دومین انجمن بزرگ فلسفی، انجمن پدیدارشناسی و فلسفه وجودی است که در سال ۱۹۶۲ توسط آن دسته از فیلسوفان آمریکایی که به فلسفه قاره‌ای علاقه‌مند بودند، ایجاد شد؛ برخی از آن‌ها از رویکرد تحلیلی انجمن فلسفی آمریکا ناراضی بودند. از آن زمان، بسیاری از اعضای انجمن پدیدارشناسی و فلسفه وجودی در انجمن فلسفی آمریکا مشارکت کرده‌اند و در سمت‌های مدیریتی نیز خدمت کرده‌اند، از جمله لیندا آلکوف و ادوارد اس. کیسی.